# هيرمان يونكر
هيرمان يونكر (29 نوفمبر 1877 - 9 يناير 1962) (بالألمانية: Hermann Junker) عالم آثار ألماني، اشتهر باكتشافه موقع مرمدة بني سلامة في دلتا النيل الغربي في مصر السفلى سنة 1928.

## روابط خارجية
- هيرمان يونكر على موقع مونزينجر (الألمانية)